# Oleg Yevdokimov
Oleg Yevdokimov (tiếng Belarus: Алег Еўдакімаў; tiếng Nga: Олег Евдокимов; sinh 25 tháng 2 năm 1994) là một cầu thủ bóng đá Belarus. Tính đến năm 2017, anh thi đấu cho Minsk.